# Le Hérie-la-Viéville
 Le Hérie-la-Viéville  là một xã ở tỉnh Aisne, vùng Hauts-de-France thuộc miền bắc nước Pháp.